# José de Patiño y Rosales

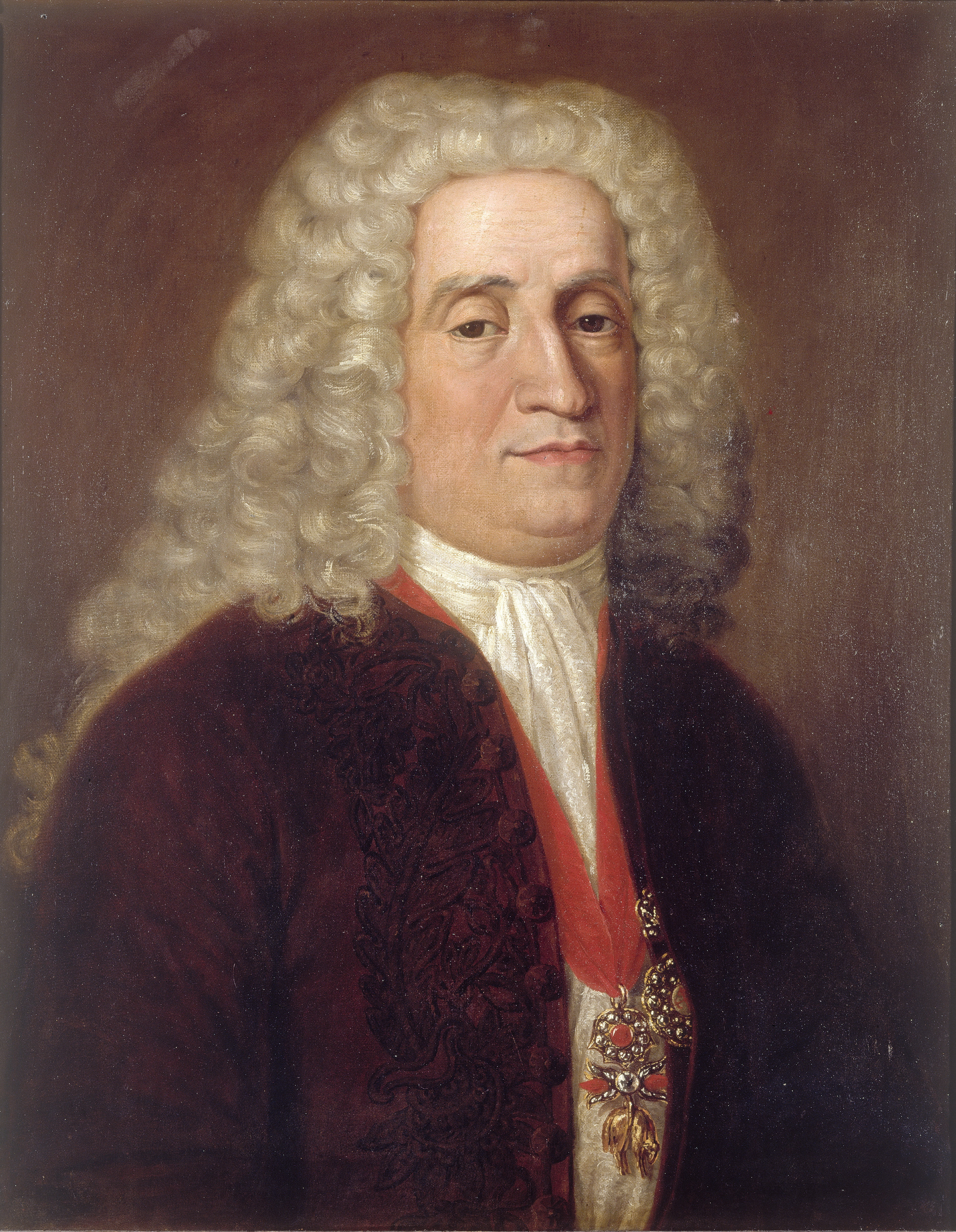
José de Patiño y Rosales (1666–1736); Gemälde von Jean Ranc

José de Patiño y Rosales (* 11. April 1666 in Mailand; † 3. November 1736 in San Ildefonso, Provinz Segovia, Spanien) war ein spanischer Verwaltungsbeamter und einflussreicher Minister unter der Regierung König Philipps V.

## Leben
José Patiño wurde als Sohn von Lucas Patino de Ibarra, Señor de Castelar und Beatrice de Rosales y Facini im damals spanischen Herzogtum Mailand geboren. Dort war sein Vater als Inspekteur der Truppen und im Staatsrat tätig. Patiño war als im Gegensatz zu seinem älteren Bruder für eine geistliche Laufbahn vorgesehen. Baltasar Patiño, sein Bruder, wurde zum marqués de Castellar erhoben und diente als Minister des Königs.
José setzte ebenfalls seinen Willen für eine weltliche Karriere durch und erhielt nach der Thronfolge Philipps V. einen Sitz im mailändischen Senat. Da das Herzogtum im Zuge des Spanischen Erbfolgekrieges an das Haus Habsburg fiel, trat Patiño 1707 eine Stelle in der Militärverwaltung in Spanien an. Noch während des Krieges wurde er nach 1711 als Intendant von Extremadura und später von Katalonien eingesetzt.
Nach dem Ende des Krieges widmete er sich ab 1717 als Intendant der Intendencia General de la Marina dem Neuaufbau und Reorganisation der spanischen Marine.
Obwohl er den Konfrontationskurs des ersten Ministers Giulio Alberoni ablehnte, organisierte er während des Krieges der Quadrupelallianz (1718–1720) die Expedition spanischer Truppen nach Sardinien und Sizilien. Als französische Truppen 1720 in Navarra eindrangen, diente er dort als Verantwortlicher für die rückwärtigen Dienste der spanischen Armee. In dieser Zeit wurde auch das Königspaar auf Patiño aufmerksam. So wurde er nach weiteren Posten in der Verwaltung am 13. Mai 1726 schließlich zum Marine-, Kolonial- und Außenminister (später auch Kriegsminister) berufen.
In den folgenden Jahren begründete Patiño seinen Ruf als „Colbert Spaniens“, da er einige Musterbetriebe gründete und die Wirtschaft so wieder ankurbelte. Patiño versuchte neuerlichen kriegerischen Konfrontationen aus dem Weg zu gehen.
So opponierte er 1727 erfolglos gegen den Ausbruch des Englisch-Spanischen Krieges und bemühte sich auch in den 1730er Jahren um einen Ausgleich mit Großbritannien. Nur 1735 suchte er eine begrenzte Konfrontation mit Portugal über den Besitz der Banda Oriental (→ Spanisch-Portugiesischer Krieg, 1735–1737).
Mit dem Tod von Juan Bautista de Orendáin übernahm er im November 1734 den Posten des Ersten Staatssekretärs (spanisch: Prinmero Secretario de Estado y del Despacho Universal). In Amt und Würden starb er im November 1736.